# História cultural em Portugal
A história cultural de Portugal é rica e diversificada, refletindo a longa história do país e suas influências culturais. Desde os tempos pré-históricos até os dias atuais, a cultura portuguesa tem sido influenciada por muitos povos e tradições, incluindo os romanos, mouros, espanhóis e africanos.

### Pré-História e Antiguidade
A história cultural de Portugal remonta a milhares de anos. Os primeiros habitantes do território que agora é Portugal remontam ao Paleolítico, há mais de 20.000 anos atrás. A cultura dessas pessoas é evidente nas muitas pinturas rupestres encontradas em todo o país.
Durante a Antiguidade, Portugal foi habitado pelos celtas, seguidos pelos romanos, que deixaram uma forte influência cultural na região. O Império Romano trouxe a língua latina para a região, que acabou evoluindo para o português moderno.

### Idade Média
A Idade Média foi um período de grande importância cultural para Portugal, marcado pela expansão do cristianismo e a formação do reino de Portugal. Durante esse tempo, muitas igrejas e mosteiros foram construídos, incluindo a Catedral de Braga, o Mosteiro de Alcobaça e o Mosteiro dos Jerónimos em Lisboa.
A literatura também floresceu durante a Idade Média, com poetas como Gil Vicente, Luís de Camões e Fernando Pessoa. A música também teve um papel importante na cultura portuguesa, com a música tradicional do fado se tornando um símbolo nacional do país.

### Renascimento e Barroco
Durante o Renascimento e o Barroco, Portugal viu um renascimento da arte e da cultura, influenciado por movimentos artísticos europeus, como o maneirismo, o barroco e o rococó. A arquitetura barroca deixou sua marca no país, com muitos edifícios, igrejas e palácios sendo construídos em todo o país.
A literatura também se tornou mais refinada durante esse período, com a obra de poetas como Luís de Camões, Garça de Resende e Bernardim Ribeiro. A música barroca também se tornou popular em Portugal, com a composição de grandes mestres como Carlos Seixas e Antonio Soler.

### Século XIX
O século XIX foi um período de grande mudança na cultura portuguesa. A influência da cultura francesa e o Romantismo trouxeram um novo estilo artístico e literário para o país. A música também passou por uma grande mudança, com a música clássica e a ópera se tornando mais populares.
A literatura também se expandiu nesse período, com muitos escritores notáveis surgindo, como Eça de Queirós, Fernando Pessoa e Camilo Castelo Branco. A arte e a arquitetura também foram influenciadas pelo movimento Art Nouveau, com muitos edifícios notáveis sendo construídos em todo o país.

### Século XX
O século XX foi um período de grandes mudanças e desafios para a cultura portuguesa. A Revolução de 1974 trouxe uma nova onda de criatividade e liberdade para o país. A música popular portuguesa também começou a crescer em popularidade, com artistas como Amália Rodrigues e Carlos do Carmo tornando-se conhecidos internacionalmente.
A literatura continuou a florescer no século XX, com autores como José Saramago, António Lobo Antunes e Sophia de Mello Breyner Andresen sendo amplamente reconhecidos em todo o mundo. A arte portuguesa também ganhou destaque internacional, com nomes como Paula Rego e Vieira da Silva sendo reconhecidos como importantes artistas contemporâneos.
A cultura portuguesa contemporânea é influenciada por sua história e tradições, mas também é influenciada por tendências globais e pela integração europeia. A música e a literatura continuam a florescer, com novos talentos emergindo a cada ano.